# Reconstrucție facială judiciară
Metoda științifică de reconstrucție facială este o tentativă de recreare a feței unui individ (a cărei identitate este adesea necunoscută) pornind de la resturile scheletului acestuia, combinând interpretarea artistică, criminalistica, antropologia, osteologia și anatomia. În domeniul antropologiei judiciare ea face parte evident din tehnicile cele mai subiective, fiind asfel dintre cele mai controversate. Ea nu a obținut destul de mari succese deși au continuat să se rafineze tehnicile de cercetare și metodologia
Alături de anchetele criminale, se operează reconstrucții faciale pentru resturile despre care se crede că au valoare istorică și pentru resturile preistorice.

## Tipuri de identificare
Există două tipuri de identificare în antropologia medico-legală: circumstanțială și fără echivoc.
- Identificarea circumstanțială este stabilită când o persoană corespunde profilului biologic dintr-un ansamblu de resturi scheletice. Acest tip de identificare nu poate nici dovedi nici verifica o identitate, întrucât mai mulți indivizi pot corespunde aceleiași descrieri biologice.
- Identificarea fără echivoc, unul dintre obiectivele științei medico-legale, este stabilită atunci când nu există decât un singur ansamblu de resturi izvorâte dintr-un schelet. Un asemenea tip de identificare cere ca corespondența acestor resturi să fie atestată prin dosare medicale sau dentare, prin răni sau patologii ante mortem caracteristice, printr-o analiză a ADN-ului, sau prin alte probe.[2].

Când există resturi neidentificate, o reconstrucție facială furnizează anchetatorilor și membrilor unei familii implicate în problemele criminale ultima posibilitate când toate celelalte tehnici de identificare au eșuat. Aproximările faciale furnizează adesea ultimul declic care conduce la identificarea fără echivoc a acestor resturi.